# Benny Friedman
Benjamin Friedman (Cleveland, Ohio, 18 de marzo de 1905 – Nueva York, Nueva York, 23 de noviembre de 1982), más conocido como Benny Friedman, fue un jugador profesional estadounidense de fútbol americano que se desempeñó en la posición de quarterback en la National Football League (NFL). Es miembro del Salón de la Fama del Fútbol Americano Profesional.

## Carrera
Friedman jugó como profesional una temporada en Cleveland Bulldogs (1927), después pasó a Detroit Wolverines (1928), luego a New York Giants (1929-1931), posteriormente a Brooklyn Dodgers, donde jugó tres temporadas (1932-1934), y fue el equipo en el que se retiró.

## Reconocimiento
El 7 de agosto de 2005, ingresó como miembro al Salón de la Fama del Fútbol Americano Profesional.